# Roszczenie
Roszczenie – w prawie cywilnym prawo podmiotowe lub częściej jego element, którego treścią jest uprawnienie do żądania od oznaczonej osoby zachowania się w określony sposób. Jest to jedno z kluczowych i jednocześnie najbardziej spornych pojęć teorii prawa cywilnego, co skutkuje znacznym stopniem ogólności proponowanej definicji. Osobę, której przysługuje roszczenie określa się mianem wierzyciela, zaś ten, na kim ciąży obowiązek zadośćuczynienia roszczeniu, nazywany jest dłużnikiem. Kilka roszczeń wynikających z tych samych okoliczności pomiędzy tymi samymi osobami to wierzytelność albo dług. Pojęć tych można używać zamiennie bacząc, że pierwsze podkreśla raczej prawa wierzyciela, zaś drugie obowiązki dłużnika.

## Powstanie roszczenia
Roszczenie ma swoje źródło w licznych zdarzeniach prawnych doniosłych z punktu widzenia przepisów prawa cywilnego. Przykładowo wymienić można prawo własności (roszczenie o wydanie rzeczy właścicielowi), umowę sprzedaży (roszczenie o zapłatę ceny), czyn niedozwolony (roszczenie o naprawienie szkody wyrządzonej deliktem), czy też wręcz same okoliczności faktyczne (roszczenie o przywrócenie naruszonego posiadania).

## Rodzaje roszczeń
Uprawnienia wierzyciela mogą mieć bardzo różnorodny charakter. Roszczenia można przykładowo podzielić ze względu na:
- charakter obowiązku
  - roszczenia o działanie (zwrot długu) – roszczenie windykacyjne
  - o zaniechanie (przestrzeganie ciszy nocnej) – roszczenie negatoryjne
- możliwość natychmiastowego żądania spełnienia obowiązku
  - wymagalne
  - niewymagalne
- możliwość dochodzenia przed sądem
  - zaskarżalne (zdecydowana większość)
  - niezaskarżalne (np. roszczenie o wypłatę wygranej z gry lub zakładu prowadzonych bez zezwolenia właściwego organu państwowego, por. zobowiązania naturalne)
- przedmiot świadczenia
  - pieniężne
  - niepieniężne
- charakter świadczenia
  - majątkowe (bezpośrednio związane z interesem majątkowym wierzyciela)
  - niemajątkowe
- zbywalność
  - zbywalne w drodze cesji
  - niezbywalne (np. roszczenie o alimenty).

## Dochodzenie roszczenia
Do istoty pojęcia roszczenia należy również przyznanie mu ochrony sądowej. Odmowa spełnienia obowiązku przez dłużnika uprawnia wierzyciela do dochodzenia swych praw przed sądem. Sądowe stwierdzenie zasadności roszczenia wierzyciela następuje w formie wyroku, który następnie podlega wykonaniu przez komornika. W wyjątkowych, ściśle przewidzianych przez prawo, wypadkach monopol sądu na rozstrzyganie sporu podlega ograniczeniu na rzecz samopomocy polegającej na samodzielnej ochronie własnego prawa.

## Wygaśnięcie i przedawnienie roszczenia
Roszczenie wygasa, gdy dłużnik zastosował się do treści obowiązku (np. spłacił dług), został zwolniony przez wierzyciela z obowiązku albo gdy przepis szczególny tak stanowi. Roszczenie wyjątkowo może także wygasnąć wskutek samego upływu czasu. Natomiast co do zasady uchylanie się dłużnika od spełnienia świadczenia i brak odpowiedniej reakcji wierzyciela prowadzi po pewnym okresie do jego przedawnienia. Wprawdzie przedawnione roszczenie nie przestaje istnieć, ale dłużnik zyskuje przed sądem prawo do odmowy spełnienia świadczenia bez żadnych negatywnych konsekwencji. Jeśli jednak spełni je dobrowolnie, to mimo przedawnienia nie może domagać się zwrotu. Roszczenia niemajątkowe oraz roszczenie o wydanie nieruchomości nie przedawniają się nigdy.

## Roszczenie w rozumieniu formalnym
Roszczeniem w ujęciu procesowym jest każde zamieszczone w pozwie żądanie udzielenia przez sąd ochrony prawnej powodowi. Roszczenie formalne odpowiada roszczeniu cywilnoprawnemu tylko w przypadku powództwa o świadczenie - najczęściej o zapłatę lub o wydanie rzeczy. Poza tym jest pojęciem szerszym, bowiem obejmuje także żądanie potwierdzenia przez sąd skuteczności skorzystania przez powoda ze swojego prawa kształtującego lub zarzutu materialnoprawnego - tak w przypadku powództwa o ustalenie prawa lub stosunku prawnego. Wreszcie w zakresie pojęcia roszczenia procesowego mieści się nadto prawo żądania sądowej zmiany treści stosunku prawnego w oparciu o szczególny przepis ustawy (np. żądanie waloryzacji) - tak przy powództwach o ukształtowanie.
Ze względu na to, że z jednej strony możliwości sformułowania żądania są ograniczone wyłącznie regułami języka naturalnego, a z drugiej strony dopuszczalne jest podnoszenie zarzutu przedawnienia, zarzutu sprawy w toku oraz zarzutu rzeczy osądzonej, nauka prawa musiała ustalić kryteria tożsamości roszczeń. Roszczenia są tożsame jeśli są jednocześnie jednorodzajowe (takie samo żądanie) oraz oparte na tej samej podstawie faktycznej. Ze względów celowościowych za tożsame uznaje się także roszczenia oparte na tej samej podstawie faktycznej, ale o różnie określonych żądaniach, jeżeli oba żądania zmierzają do tego samego celu (na przykład żądanie ustalenia stosunku prawnego i żądanie świadczenia na podstawie tego stosunku). Zgłoszenie w toku procesu nowego żądania, choćby dającego się zsumować z pierwotnym, ale opartego na dodatkowych okolicznościach faktycznych, jest podniesieniem nowego roszczenia. Skutkuje ono zawisłością sporu z chwilą, w której roszczenie to powód zgłosił na rozprawie w obecności pozwanego, w innych zaś wypadkach - z chwilą doręczenia pozwanemu pisma zawierającego zmianę i odpowiadającego wymaganiom pozwu (art. 193 § 3 kodeksu postępowania cywilnego).